# Expensive Tape Recorder
El Expensive Tape Recorder' (Grabador de Cinta Costoso) es un programa de audio digital escrito por David Gross mientras era estudiante en el Instituto de Tecnología de Massachusetts (MIT). Gross desarrolló la idea con Alan Kotok, un miembro compañero del Tech Model Railroad Club. El sistema de grabación y reproducción corrió a finales de los años 1950 o principios de los 1960 en el computador TX-0 del MIT
en las prestaciones del Lincoln Laboratory.

## El nombre
Gross se refirió a este proyecto por este nombre casualmente
en el contexto del Expensive Typewriter (Máquina de Escribir Costosa) y otros programas que tomaron sus nombres en el espíritu del "Colossal Typewriter" (Máquina de Escribir Colosal). No está claro si las máquinas de escribir fueron nombradas así por los 3 millones de dólares
del costo de desarrollo del TX-0. O habrían podido ser nombrada por el precio al por menor del DEC PDP-1, un descendiente del TX-0, instalado en la puerta de al lado en el MIT en 1961. El PDP-1 era uno de los computadores menos costosos, alrededor de 120.000 de dólares de 1962.
Se ha referido al programa como un hack, quizás en el sentido histórico
o en el sentido del hack del MIT. O el término pudo haberse aplicado en el sentido de Hackers: Heroes of the Computer Revolution,
un libro de Steven Levy.

## El proyecto
Gross recordó y describió muy brevemente el proyecto en una reunión del Computer Musseum de 1984. Una persona asociada con el Tixo Web site habló con Gross y Kotok, y posteó lal única otra descripción conocida.

Alan Kotok trajo un viejo receptor monoaural de FM al cuarto de computación y David Gross trabajó creando un sistema que tomaría la entrada a través del convertidor analógico-digital y lo almacenaba en la cinta magnética como un largo y continuo registro. La reproducción fue hecha desde la cinta magnética a través del convertidor digital-analógico del eje Y del CRT (conectado al acumulador), a través de un osciloscopio y luego al amplificador de audio de 9 bits. David dice que el programa tuvo que cargar datos en el acumulador usando un XOR porque todo lo demás aclararía el acumulador momentáneamente y produciría un silbido audible. Tenían la capacidad de incrementar el eje X para producir una exhibición viva en el CRT durante la reproducción.
Tixo.org

## Influencia
De acuerdo a Kotok, el proyecto fue, una "grabación digital más de 20 años adelante de su tiempo". En 1984, cuando Jack Dennis preguntó si podían reconocer a Beethoven, el acta de la reunión de Computer Musseum grabó a los autores como diciendo, "no era malo, considerando". El pionero de audio digital, Thomas Stockham trabajó con Dennis y también con Kotok ayudado a desarrollar un depurador contemporáneo. Se desconoce si fue influenciado primero por el Expensive Tape Recorder o más por el trabajo de Kenneth N. Stevens.